# Баковецька сільська рада
Баковецька сільська рада — колишній орган місцевого самоврядування колишнього Жидачівського району Львівської області. Адміністративний центр — село Баківці.

## Загальні відомості
Баковецька сільська рада утворена в 1939 році. В 2020 року увійшла до складу Бібрської міської громади Львівського району.

## Населені пункти
Сільраді підпорядковані населені пункти:
- c. Баківці
- c. Закривець
- с. Квітневе
- с. Репехів
- с. Трибоківці

## Склад ради
Рада складається з 20 депутатів та голови.

### Керівний склад попередніх скликань
| ПІБ                  | Основні відомості                                                                                  | Дата обрання | Дата звільнення |
| -------------------- | -------------------------------------------------------------------------------------------------- | ------------ | --------------- |
| Лалак Ігор Семенович | Сільський голова, 1976 року народження, освіта вища, безпартійний                                  | 26.03.2006   | 31.10.2010      |
| Лалак Ігор Семенович | Сільський голова, 1975 року народження, освіта вища, член Всеукраїнського об'єднання «Батьківщина» | 31.10.2010   |                 |

Примітка: таблиця складена за даними джерела